# Henric Axelsson
Henric Alexander Axelsson född 13 februari 1986 i Toarps församling, Älvsborgs län, är en svensk musikerproducent och låtskrivare.

## Låtar

### Melodifestivalen
- Forever Yours med Elisa Lindström, skriven tillsammans med Elisa Lindström, Erik Bernholm, Henrik Sethsson och Thomas G:son.